# Синицына, Иустина Андреевна
Иусти́на Андре́евна Сини́цына (в монашестве — Серафи́ма; около 1806, Ардатов — 1888 или 1889, там же) — казначея, вторая настоятельница и первая игуменья Ардатовского Покровского женского монастыря.

## Биография
Иустина Андреевна Синицына родилась около 1806 года в мещанской семье в городе Ардатове Нижегородской губернии. В возрасте 5 лет она была отдана в городскую женскую религиозную общину, с 15 лет уже несла там послушание, которое заключалось в шитьи риз. 9 мая 1842 года по ходатайству нижегородского епископа Иоанна община была официально признана властями, после чего ей понадобилась казначея. В 1844 году ею была избрана Синицына. К тому моменту руководительницы общины Евдокия Андреевна Кежутина (матушка Евпраксия).
К тому моменту Кежутина была очень слаба здоровьем, к тому же почти ослепла, а потому дальнейшим развитием общины фактически руководила Синицына. С 1845 года при поддержке благотворителей (среди которых основным был сперва — Дионисий Иосифович Немцов, а после его смерти в 1858 году — Фёдор Никитич Самойлов) в общине началось строительство каменного Покровского собора. В 1860 году было окончено строительство и оформление храма, и Покровский собор был освящён архимандритом и благочинным монастырей Иоакимом. 1 мая 1861 года ардатовская община получила статус женского общежительного монастыря 3-го класса и стала именоваться Покровским монастырём. 
20 августа 1867 года матушка Серафима (Синицына) была возведена в сан игуменьи. Под её руководством монастырь был застроен многочисленными церковными и хозяйственными постройками, в его собственность были приобретена значительная земельная собственность. В 1886 году матушка Серафима после чего попросила освободить от сана игуменьи из-за слабого здоровья. Всего она руководила обителью на протяжении 43 лет: двадцать лет — в качестве казначеи, три года — в звании настоятельницы и двадцать лет — в сане игуменьи. К тому моменту в монастыре проживали 180 женщин. Ей на смену игуменьей стала Мария Ивановна Провоторова. 
Иустина Андреевна Синицына скончалась в Ардатовском Покровском женском монастыре по одним данным в 1888, по другим — в 1889 году.